# Pronósticos deportivos
Pronósticos deportivos (PRODE) fue un juego de apuestas de amplia difusión en Argentina, creado por Lotería Nacional en 1972 para reunir dinero para fomentar la actividad deportiva en el país. En 2018 dejaron de realizarse los sorteos.

## Historia

### Primera etapa
El concurso fue aprobado en Argentina el 5 de noviembre de 1971, por un decreto del presidente Lanusse. Cada apuesta era de $1 y se lo conoció también como "la Polla del Fútbol". Lo impulsó el ministro de Bienestar Social, Francisco "Paco" Manrique, con el objetivo de obtener recursos para fomentar el deporte y destinarlos a obras de tipo social. La primera jugada se realizó el 1 de febrero de 1972 y su periodicidad era semanal. El juego consistía en una tabla donde figuraban todos los partidos de Primera División de Argentina correspondientes a esa fecha y los apostadores debían marcar si el partido terminaría en victoria local, victoria visitante o empate.
El PRODE se dejó de sortear a principios de 1998.

### Regreso y desaparición
Fue reflotado en el 2000, a instancias del entonces diputado Daniel Scioli. El nuevo proyecto de ley preveía la ampliación a otros deportes, además del fútbol, como rugby, boxeo, básquet y automovilismo. Algunas provincias implementaron la modalidad del PRODE en línea, pero con escasa repercusión a nivel nacional.
En febrero de 2018 se dejó de sortear tras la disolución de la Lotería Nacional.